# Kepler-18
Désignations
Kepler-18 est une étoile un peu plus grande mais moins massive que le Soleil, avec une métallicité comparable mais près de deux fois plus âgée, située à environ ∼ 1 430 a.l. (∼ 438 pc) dans la constellation du Cygne. Trois exoplanètes ont été détectées autour de cette étoile le 4 octobre 2011 par la méthode des transits à l'aide du télescope spatial Kepler :
| Planète                          | Masse (M⊕) | Rayon (R⊕) | Demi-grand axe (UA) | Période orbitale (j) | Masse volumique (g/cm3) |
| -------------------------------- | ---------- | ---------- | ------------------- | -------------------- | ----------------------- |
|                                  |            |            |                     |                      |                         |
| Kepler-18 b                      | ~ 6,9      | ~ 2,0      | ~ 0,0447            | ~ 3,504725           | ~ 4,9                   |
| Kepler-18 c                      | ~ 17,3     | ~ 5,49     | ~ 0,0752            | ~ 7,64159            | ~ 0,59                  |
| Kepler-18 d                      | ~ 16,4     | ~ 6,98     | ~ 0,1172            | ~ 14,85888           | ~ 0,27                  |
|                                  |            |            |                     |                      |                         |
| Système planétaire de Kepler-18. |            |            |                     |                      |                         |

Il s'agit d'une super-Terre et de deux corps de type Neptune chaud orbitant très près de leur étoile parente.